# Mihai Ivăncescu
Mihai Ivăncescu (n. 22 martie 1942, Adâncata, România – d. 2 ianuarie 2004, Brașov, România) a fost un fotbalist român, care a jucat în echipa națională de fotbal a României la Campionatul Mondial de Fotbal din Mexic, 1970.

## Distincții
- Medalia Muncii (30 aprilie 1962) „pentru cucerirea primului loc în Turneul European de Fotbal Juniori (U.E.F.A.)”[1]